# Reimund Stadler
Reimund Stadler (* 9. Oktober 1956 in Stühlingen; † 14. Juni 1998 in Bayreuth) war ein deutscher Chemiker (Makromolekulare Chemie, Supramolekulare Chemie).

## Studium
Stadler studierte an der Albert-Ludwigs-Universität Freiburg Chemie als Stipendiat der Studienstiftung des deutschen Volkes mit dem Diplom 1980 und der Promotion summa cum laude bei Wolfram Gronski. Titel der Dissertation war Viskoelastizität und Dehnungskristallisation bei thermoplastischen Elastomeren. Als Post-Doktorand war er Gastdozent an der staatlichen Universität in Porto Alegre in Brasilien. 1989 habilitierte er sich bei Hans-Joachim Cantow und lehrte danach als C3-Professor am Institut für Organische und Makromolekulare Chemie der Johannes Gutenberg-Universität Mainz, bevor er 1997 Professor und Inhaber des Lehrstuhls für Makromolekulare Chemie II an der Universität Bayreuth wurde.

## Forschungen
Stadler untersuchte Struktur-Funktions-Zusammenhänge, Rheologie und Dynamik von Polymer-Strukturen und Synthese nanostrukturierter Polymere. Unter anderem synthetisierte er neuartige selbst-organisierende supramolekulare Strukturen wie amorphe und mehrdimensional strukturierte Dreiblockcopolymere.

## Ehrungen
Das Reimund Stadler Minerva Center for Mesoscale Macromolecular Engineering wurde 1998 an der Ben-Gurion-Universität im Negev gegründet und nach ihm benannt. Es wurde noch von Stadler vor seinem Tod mit geplant. Die Sektion Makromolekulare Chemie der Gesellschaft Deutscher Chemiker vergibt ihm zu Ehren den Reimund Stadler Preis, der alle zwei Jahre für Nachwuchswissenschaftler in der Polymerforschung verliehen wird.
Er war Mitherausgeber von Designed Monomers and Polymers und Herausgeber des Polymer Bulletin.

## Schriften
- Association phenomena in macromolecular systems - influence of macromolecular constraints on the complex formation. In: Macromolecules. Band 21, 1988, S. 121–126.
- mit Christopher Hilger: New multiphase architecture from statistical copolymers by cooperative hydrogen bond formation. In: Macromolecules. Band 23, 1990, S. 2095–2097.
- mit C. Hilger, Martin Draeger: Molecular origin of supramolecular self-assembling in statistical copolymers, Macromolecules, Band 25, 1992, S. 2498–2501
- mit Clemens Auschra: New ordered morphologies of ABC triblock-copolymers. In: Macromolecules. Band 26, Nr. 9, 1. April 1993, S. 2171–2174, doi:10.1021/ma00061a005.
- mit Clemens Auschra: Polymer alloys based on PPE and SAN using P(S-co-EB-MMA) triblock copolymers as compatibilizers. In: Macromolecules. Band 26, Nr. 24, 1. November 1993, S. 6364–6377, doi:10.1021/ma00076a011.
- mit Udo Krappe, Ingrid Voigt-Martin: Chiral Assembly in Amorphous ABC Triblock Copolymers. Formation of a Helical Morphology in Polystyrene-block-polybutadiene-block-poly(methyl methacrylate) Block Copolymers. In: Macromolecules. Band 28, 1995, S. 4558–4561.
- mit Clemens Auschra, Jörg Beckmann, Udo Krappe, Ingrid Voigt-Martin, Ludwik Leibler: Morphology and Thermodynamics of symmetric Poly (A-block, B-block, C) Triblock Copolymers, Macromolecules, Band 28, 1995, 3080–3097.
- mit S. Brinkmann, E. L. Thomas: New Structural Motif in Hexagonally Ordered Cylindrical Ternary (ABC) Block Copolymer Microdomains, Macromolecules, Band 31, 1998, S. 6566–6572.
- mit Ulrike Breiner, U. Krappe, Edwin L. Thomas: Structural Characterization of the “Knitting Pattern” in Polystyrene-block-poly(ethylene-co-butylene)-block-poly(methyl methacrylate) Triblock Copolymers,  Macromolecules. Band 31, 1998, S. 135–141.
- mit C. Neumann, D. R. Loveday, Volker Abetz: Morphology, Dynamic Mechanical Properties, and Phase Behavior of ABC-Triblock Copolymers with Two Semicompatible Elastomer Blocks. In: Macromolecules. Band 31, 1998, S. 2493–2500.